# Ragnar Frisch
Ragnar Anton Kittil Frisch (Kristiania, Norvégia, 1895. március 3. – Oslo, Norvégia, 1973. január 31.) norvég közgazdász. 1969-ben ő és a holland Jan Tinbergen közgazdasági Nobel-emlékdíjat kapott a „gazdasági folyamatok elemzését segítő dinamikus modellek kifejlesztéséért és alkalmazásáért”.

## Élete
Frisch 1895-ben született Norvégiában. Arany- és ezüstművesként tanult, hogy a családi vállalkozásban tevékenykedhessen. Az egyetemi tanulmányai alatt azonban érdeklődni kezdett a közgazdaság iránt. Az Oslói Egyetemen tette le a doktori diplomáját és professzorként tanított egészen 1965-ig. Az ökonometria alapító atyjának tartják, az első volt, aki a mikroökonómia és makroökonómia kifejezéseket használta és megkülönböztette egymástól. 1969-ben elsőként kapott közgazdasági Nobel-emlékdíjat, amiért kifejlesztett olyan dinamikus modelleket, amelyek a gazdasági folyamatok elemzésében használhatók fel.

## Munkássága
- Ragnar Frisch publikációi az Oslói Egyetem honlapján Archiválva 2021. május 14-i dátummal a Wayback Machine-ben

## Magyarul megjelent művei
- Kvantitatív és dinamikus közgazdaságtan. Válogatott tanulmányok; vál., bev. Leif Johansen, ford. Ágainé Tüzes Klára et al., szerk. Fébó László; Közgazdasági és Jogi, Bp., 1974